# Buon sangue
| Recensione | Giudizio |
| ---------- | -------- |
| AllMusic   |          |

Buon sangue è il decimo album in studio del cantautore italiano Jovanotti, pubblicato il 13 maggio 2005.

## Tracce
1. (Tanto)³ – 3:33 (Lorenzo Cherubini, Stefano Fontana)
2. Mi fido di te – 4:33 (Lorenzo Cherubini, Riccardo Onori)
3. Per me – 4:19 (Lorenzo Cherubini)
4. Falla girare – 4:32 (Lorenzo Cherubini, Sergio Della Monica, Domenico Canu, Alex Neri, Marco Baroni)
5. Un buco nella tasca – 3:46 (Lorenzo Cherubini, Michele Canova Iorfida)
6. Mani in alto – 4:06 (Lorenzo Cherubini, Michele Canova Iorfida)
7. Penelope – 4:11 (Lorenzo Cherubini, Michele Canova Iorfida)
8. Una storia d'amore – 4:08 (Lorenzo Cherubini)
9. La valigia – 4:22 (Lorenzo Cherubini)
10. La voglia di libertà – 4:22 (Lorenzo Cherubini)
11. Coraggio – 4:20 (Lorenzo Cherubini, Saturnino Celani, Riccardo Onori)
12. Bruto – 4:27 (Lorenzo Cherubini, Riccardo Onori, Saturnino Celani)
13. Mi disordino – 12:14 (Lorenzo Cherubini, Riccardo Onori) – contiene la traccia fantasma Buon sangue

Extra F.U.N.K. – CD bonus nell'edizione speciale
1. Un po' di F.U.N.K. – 1:14 (Lorenzo Cherubini, Saturnino Celani, Pier Foschi, Riccardo Onori, Franco Santarnecchi)
2. Fuori due – 3:57 (Lorenzo Cherubini, Riccardo Onori, Saturnino Celani)
3. Rifalla girare – 3:29 (Lorenzo Cherubini, Sergio Della Monica, Domenico Canu, Alex Neri, Marco Baroni)
4. Good Blood – 5:52 (Lorenzo Cherubini)
5. Coraggio Jam – 4:48 (Lorenzo Cherubini, Saturnino Celani, Riccardo Onori)
6. Hai sentito le previsioni del tempo? (ciao) – 4:22 (Lorenzo Cherubini)
7. Midi-sordi-no – 3:02 (Lorenzo Cherubini)
8. Antologia di stornelli – 6:04 (Lorenzo Cherubini, Riccardo Onori, Saturnino Celani)
9. Cosa ne sarà di noi – 4:04 (Lorenzo Cherubini, Riccardo Onori, Saturnino Celani)
10. Fuori uno – 5:14 (Lorenzo Cherubini)
11. Cose pericolose (Cor Veleno) – 0:51 (Lorenzo Cherubini, Primo Brown, Grandi Numeri)
12. Mumbojumbo – 4:26 (Lorenzo Cherubini, Sergio Della Monica, Domenico Canu, Alex Neri, Marco Baroni)
13. Ancora di più – 2:08 (Lorenzo Cherubini, Stefano Fontana)

## Formazione
- Jovanotti - voce
- Riccardo Onori - chitarra
- Saturnino - basso
- Franco Santarnecchi - pianoforte, tastiere, Fender Rhodes, clavinet
- Michele Papadia - organo Hammond
- Pier Foschi - batteria (CD 2)
- Michele Canova Iorfida - sintetizzatore, programmazione
- Horacio "El Negro" Hernàndez - batteria
- Ernesttico Rodriguez - percussioni
- Alessandro Dei - fisarmonica
- Stylophonic - sintetizzatore (traccia 1)
- Celso Valli - strumenti ad arco
- Marco Tamburini - tromba, flicorno
- Luca Marianini - tromba
- Roberto Rossi - trombone
- Dario Cecchini - sassofono baritono, clarinetto basso, flauto traverso
- Piero Odorici - sassofono alto, sassofono tenore
- Rudy Trevisi - sassofono soprano
- Edoardo Bennato - armonica a bocca (traccia 7)
- Planet Funk - gruppo ospite (traccia 4)

## Classifiche
| Classifica (2005) | Posizione massima |
| ----------------- | ----------------- |
| Austria           | 49                |
| Italia            | 1                 |
| Svizzera          | 9                 |

### Classifiche di fine anno
| Classifica (2005) | Posizione |
| ----------------- | --------- |
| Italia            | 15        |
| Classifica (2006) | Posizione |
| Italia            | 100       |